# Mega Krav Maga
Mega-Krav-Maga, ou MKM, est une série de bande dessinée créée par Frantico et Mathieu Sapin. Elle a été publiée sur le blog megakravmaga.com et par Delcourt dans la collection Shampooing.

## Synopsis
Invités à Lisbonne pour un festival, les auteurs Frantico et Mathieu Sapin découvrent le Mega Krav Maga, une technique dérivée du krav-maga qui consiste à anticiper les évènements pour éviter qu'ils se produisent. Mais la révélation par les auteurs de l'existence de cette pratique n'est pas du goût de tous les membres du MKM...

## Publication
- En ligne sur megakravmaga.com (pour le premier tome).
- Mega-Krav-Maga, Tome 1, Frantico et Mathieu Sapin, Delcourt, collection Shampooing, 6 janvier 2010
- Mega-Krav-Maga, Tome 2, Frantico et Mathieu Sapin, Delcourt, collection Shampooing, 17 février 2010